# Constantin Sturdza
Constantin Sturdza (* 24. August 1989) ist ein ehemaliger Schweizer Tennisspieler.

## Karriere
Constantin Sturdza stammt aus einem alten Adelsgeschlecht, deren Ursprünge bis ins 16. Jahrhundert zurückverfolgt werden können. Sein Vater Eric sowie dessen Bruder Dimitri waren ehemalige Tennisspieler in der Schweiz.
Sturdza spielte hauptsächlich auf der Future Tour. Durch eine Wildcard kam er 2016 zu seinem Debüt auf der ATP World Tour. Bei den Banque Eric Sturdza Geneva Open in Genf, bei der die Bank seines Vaters als Sponsor und Namensgeber fungierte, verlor er in der Doppelkonkurrenz mit Victor Hănescu in der ersten Runde gegen Ričardas Berankis und Andrei Kusnezow mit 1:6, 1:6. Auch 2017 und 2018 erhielt er jeweils eine Wildcard fürs Doppel, doch konnte dort auch jeweils nie einen Satz gewinnen. 2018 spielte er auch letztmals ein Profiturnier.